# Samuel von Brukenthal

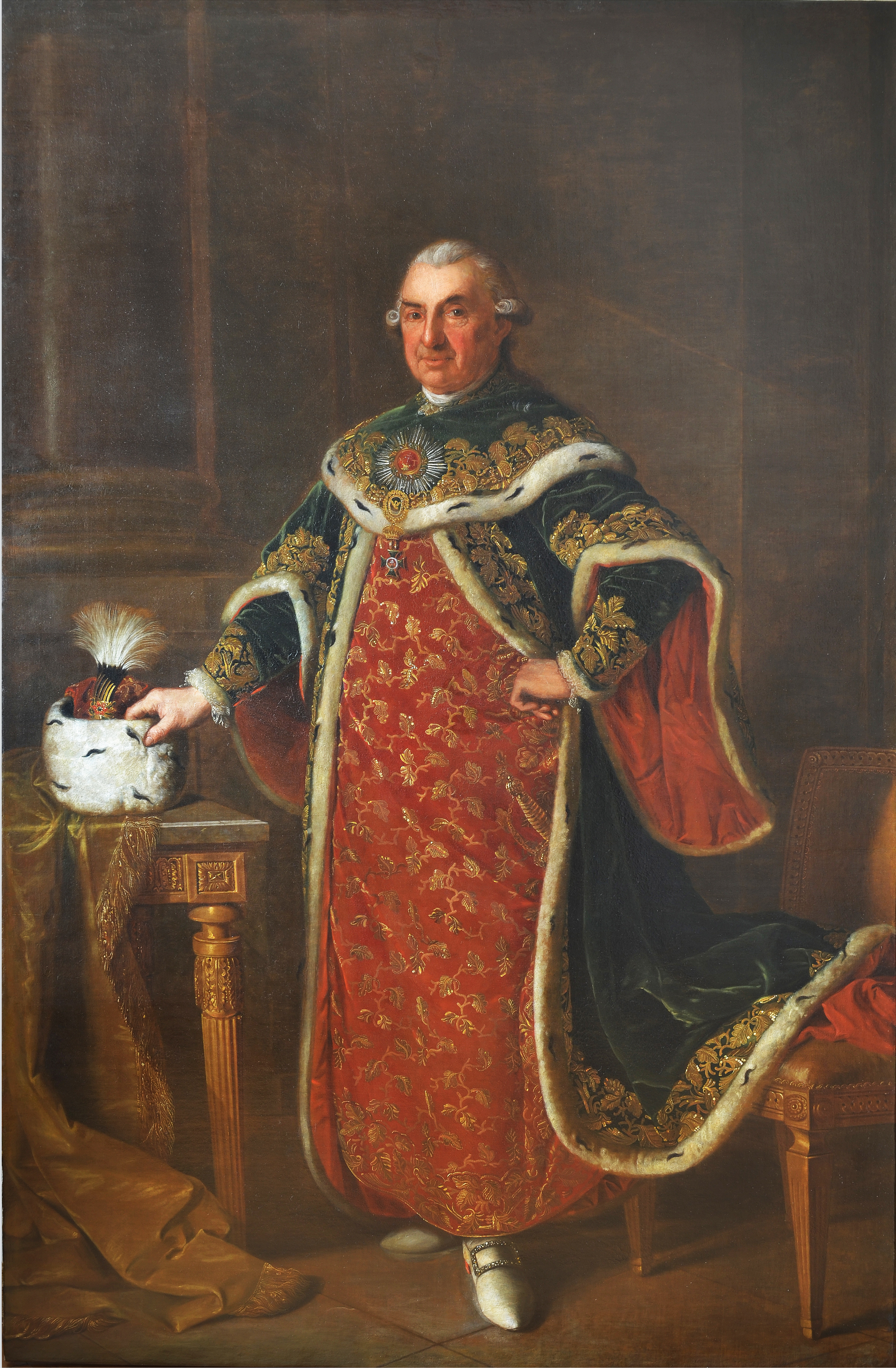
Samuel von Brukenthal (1721–1803) im Ornat des St.-Stephans-Ordens

Samuel Freiherr von Brukenthal, auch Bruckenthal (* 26. Juli 1721 in Leschkirch; † 9. April 1803 in Hermannstadt) war Reichsfreiherr und 1777–1787 Gouverneur von Siebenbürgen. Er war der einzige der Siebenbürger Sachsen, der dieses Amt bekleidete.

## Herkunft
Brukenthal entstammt einer bürgerlichen Beamtenfamilie in Siebenbürgen. Sein Vater Michael Brekner (Bruckner), Königsrichter von Leschkirch, wurde 1724 von Kaiser Karl VI. als Landesherr der Habsburgermonarchie in den erblichen Adelsstand erhoben. Die Mutter, Susanna, entstammte der Adelsfamilie Conrad von Heydendorff aus Mediasch.

## Ausbildung
Samuel studierte von Mai 1743 bis Ende 1744 an der Universität Halle und danach in Jena und Leipzig, wo er die Fächer Rechtswissenschaften, Verwaltung, politische Wissenschaften und Philosophie belegte, die ihm den Zeitgeist der Aufklärung näherbrachten, deren Verfechter er zeitlebens bleiben sollte.

## Angehöriger der Freimaurer

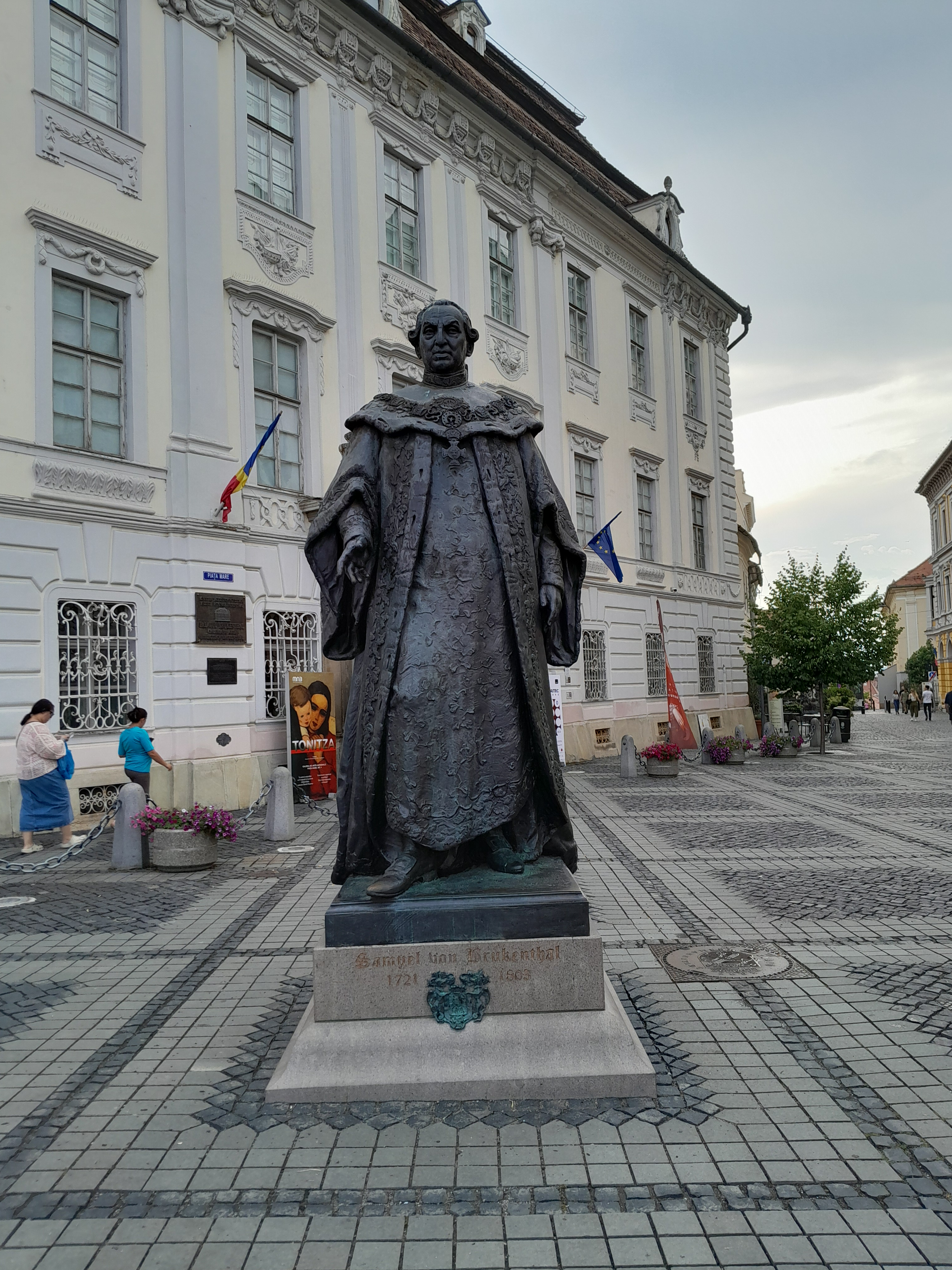
Denkmal in Sibiu

In jungen Jahren, während seiner Studienzeit, wandte sich Brukenthal der Freimaurerei zu. Bereits am 2. März 1743 soll er in die erste Wiener Loge „Zu den drei Kanonen“ („Aux trois canons“) aufgenommen worden sein. Am 8. Dezember 1743 wurde er Mitglied der Schottenloge „L’union“ in Berlin. Am 14. Dezember 1743 (Patent der Berliner Mutterloge „Zu den drei Weltkugeln“ vom 6. Dezember 1743) gründete Brukenthal in Halle mit vier anderen Jurastudenten die Freimaurerloge „Zu den drei goldenen Schlüsseln“ („Aux trois clefs d’or“) und bekleidete das Amt des Meisters vom Stuhl sowie des „abgeordneten Meisters“ der Berliner Mutterloge. In dem betreffenden Matrikelverzeichnis wird sein Name in der Schreibweise „Bruckenthal“ angegeben. Im Deutschen Freimaurermuseum in Bayreuth befindet sich eine zu Ehren ihres Gründers geprägte Logenmedaille von 1744. Während seines Studienaufenthaltes in Leipzig affiliierte Brukenthal in die dortige Freimaurerloge „Minerva zu den drei Palmen“. Nach insgesamt kurzer Studienzeit kehrte Brukenthal ohne akademischen Titel zurück nach Siebenbürgen, wo er bald darauf Sophie Katharina, die Tochter des Hermannstädter Bürgermeisters Daniel von Klockner, heiratete.

## Beamtenlaufbahn
Zunächst bekleidete Brukenthal relativ niedrige Ämter: 1745 Indizialsekretärsadjunkt des Provinzial-Magistrats in Hermannstadt, 1749 Erster Judizialsekretär, 1751 Vizenotär, 1754 Gubernialsekretär, 1760 Titular-Gubernialrat.
1751 oder 1753 wurde er als Beauftragter der Sächsischen Nationsuniversität an den Hof von Maria Theresia, der Monarchin der Habsburgermonarchie, in Wien entsandt, wodurch sich eine langjährige, vertrauensvolle Zusammenarbeit mit ihr entwickelte. Brukenthal trat in den österreichischen Staatsdienst ein und wurde von Maria Theresia 1762 zum Provinzialkanzler von Siebenbürgen ernannt. Er wurde auch mit dem St.-Stephans-Orden ausgezeichnet – dem ranghöchsten Zivilverdienstorden der  Monarchie – und aufgrund der Statuten dieses Ordens von Kaiser Franz Stephan von Lothringen zum Reichsfreiherrn erhoben. Brukenthal wurde 1765 mit dem Vorsitz der Siebenbürgischen Hofkanzlei in Wien und 1774 als „bevollmächtigter Commissär und Präses des siebenbürgischen Guberniums“ betraut und schließlich 1777 zum wirklichen Gouverneur von Siebenbürgen mit dem Sitz in Hermannstadt ernannt.

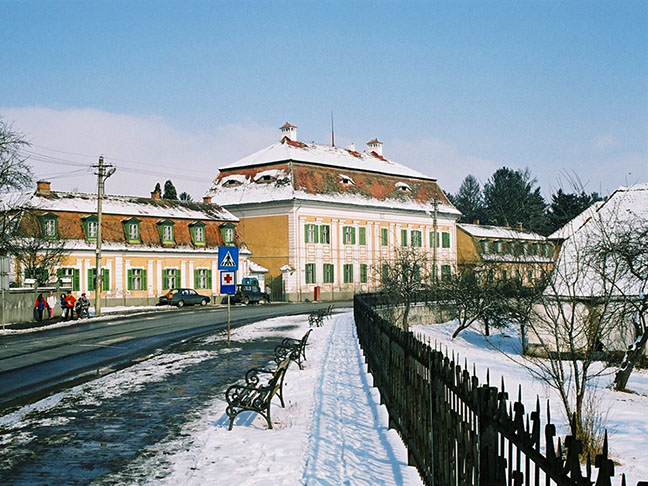
Der Brukenthal’sche Sommersitz in Freck/Avrig

Während seiner Wiener Jahre hatte er sich verschiedene Sammlungen (Pinakothek, Kupferstichkabinett, Münzsammlung) und eine wertvolle Bibliothek aufgebaut, die er nach Hermannstadt mitnahm. Dort ließ er sich an einem repräsentativen Platz, dem Großen Ring, das bis heute bestehende Brukenthal-Palais errichten, das auch seine Sammlungen aufnahm. Seinem Testament entsprechend wurden Palais und Sammlungen nach seinem bzw. seiner Erben Tod unter dem Namen Brukenthal'sches Museum der Nationsuniversität Siebenbürgens übergeben.
Mitte des 18. Jahrhunderts wurde in Freck (dem heutigen Avrig) mit dem Bau eines Schlosses begonnen, das später als Brukenthal’sche Sommerresidenz Bekanntheit erlangte. Der Park dieses Schlosses gilt als der einzige bis heute erhaltene bzw. rekonstruierte Barockgarten auf dem Staatsgebiet des heutigen Rumänien. 1777 holte Brukenthal Samuel Hahnemann, der später als Homöopath weltweite Geltung erlangte, als Bibliothekar und Leibarzt aus Wien zu sich nach Hermannstadt.
Wegen seiner Einwände gegen die Reformen von Maria Theresias Sohn, Kaiser Joseph II., wurde er 1787 von diesem pensioniert. Josephs Bruder und Nachfolger Leopold II. schätzte ihn mehr und verlieh 1790 auch Brukenthals Nachkommen den erblichen Freiherrentitel.

## Erinnerung an sein Lebenswerk

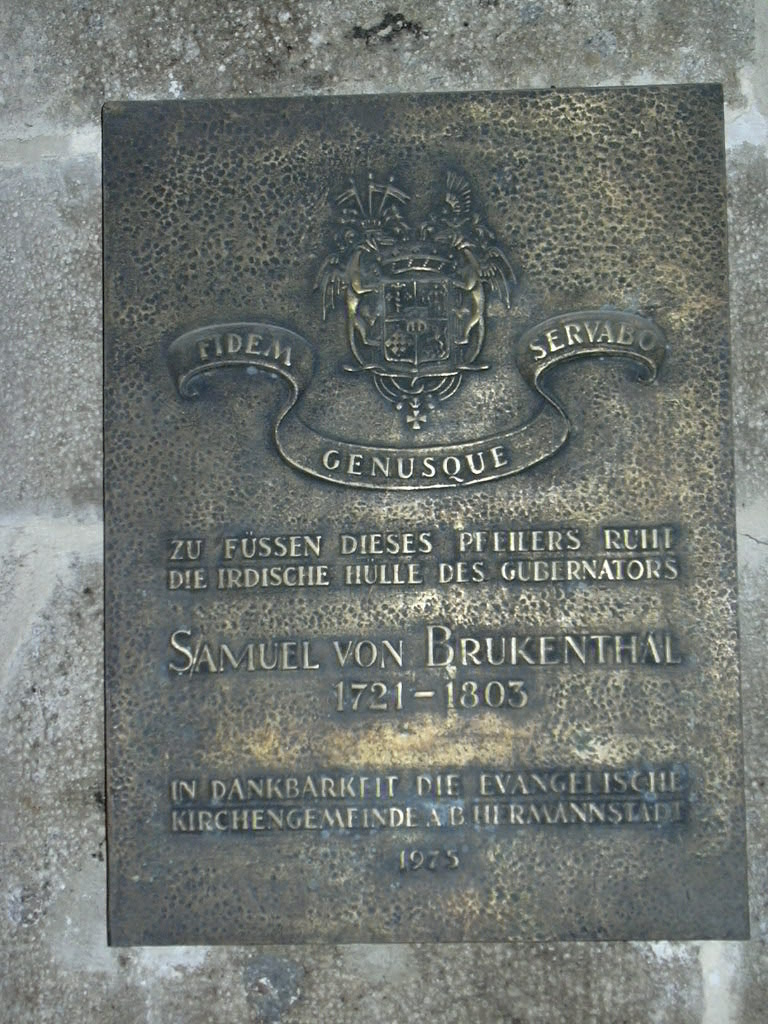
Brukenthals Gruft in der Evangelischen Kirche A. B. in Hermannstadt/Sibiu

Das traditionsreiche Samuel-von-Brukenthal-Gymnasium in Hermannstadt in Rumänien, ein mathematisch-naturwissenschaftliches Gymnasium mit deutscher Unterrichtssprache und dem Abschluss mit der Hochschulreife (Matura, Abitur), fördert weiterführende Studien im deutschsprachigen Ausland.

## Benennung von Straßen und Plätzen
In der für Flüchtlinge nach dem Zweiten Weltkrieg erbauten Siedlung Rosenau in Seewalchen am Attersee, Oberösterreich, ist eine zentrale Straße nach Samuel von Brukenthal benannt.
In Dinkelsbühl ist ein Platz nach ihm benannt.